# Gayam (Bangsal)
Gayam is een bestuurslaag in het regentschap Mojokerto van de provincie Oost-Java, Indonesië. Gayam telt 2391 inwoners (volkstelling 2010).